# Ђорђе Кантакузио
Ђорђе Кантакузин (алтернативно: Јордаче Кантакузин; рођен 1673 – умро 1739. године) је био Влашки бојарин, претендент на трон Влашке. Био је бан Олтеније под царством (од 1719. године).
Пошто је био син војводе Шербана Кантакузина, Георгије је требало да наследи свог оца на престолу. Али пошто у време његове смрти (28. октобра 1688. године, по старом стилу) није био пунолетан, бојари су изабрали и прогласили за господара Константина Бранковеануа.
Најважнији присталица Георгијеве претензије на престо био је Константин Балаћеану, муж Шербанове ћерке, дакле Георгијев зет. Балаћеану би заправо владао земљом, заједно са мајком принчевског родоначелника, да је успео да наметне Георгија на престо. У ту сврху имао је подршку Хабзбурга, али у бици код Зарнестија – која се завршила катастрофалним поразом Хабзбурга и заробљавањем генерала Доната Хајслера – Балаћеану је погинуо.
Ђорђе Кантакузин је касније постао бан Крајове, након што је Олтенија одвојена од Влашке и окупирана од стране Аустријанаца. Упоређујући ову ситуацију са обећаном владавином, хроничар Раду Попеску је писао да су Хабзбурзи направили „са коња на магарца“.
Ђорђе је био ожењен Руксандром Розети и имао је следећу децу: Георгије, Матеј, Тома, Марија (удата Браилои), Константин, Рербан, Илинка Кампулунгеану.